# Hoa Thám, Nguyên Bình
Hoa Thám là một xã thuộc huyện Nguyên Bình, tỉnh Cao Bằng, Việt Nam.

## Địa lý
Xã Hoa Thám nằm ở phía đông nam huyện Nguyên Bình, có vị trí địa lý:
- Phía đông giáp huyện Hòa An và xã Thịnh Vượng
- Phía tây giáp xã Tam Kim
- Phía nam giáp tỉnh Bắc Kạn
- Phía bắc giáp xã Minh Tâm và xã Vũ Minh.

Xã Hoa Thám có diện tích 63,42 km², dân số năm 2019 là 1.490 người, mật độ dân số đạt 24 người/km².
Trên địa bàn xã có núi Hoàng Quang và núi Phiêng Cháu. Đây là xã cửa ngõ của tỉnh Cao Bằng vì là nơi quốc lộ 3 chạy qua đầu tiên trong tỉnh, trên ramh giới với tỉnh Bắc Kạn có đèo Cao Bắc. Địa bàn xã là nơi sông Tà Cáy hợp lưu với sông Hiến, ngoài ra còn có khuổi Thỏ. Xã có di tích lịch sử đồn Nà Ngần.

## Lịch sử
Sau năm 1975, Hoa Thám là một xã thuộc huyện Nguyên Bình.
Đến năm 2019, xã Hoa Thám được chia thành 10 xóm: Đông Bao, Đông Bon, Cảm Tẹm, Khuổi Hoa, Khuổi Phay, Nà Đấu, Nà Ngần, Nà Chẵn, Thang Cỏng, Phiêng Cháu.
Ngày 9 tháng 9 năm 2019, Hội đồng Nhân dân tỉnh Cao Bằng ban hành Nghị quyết số 27/NQ-HĐND về việc:
- Sáp nhập một phần của hai xóm Đông Bon và Nà Đấu vào xóm Đông Bao
- Sáp nhập phần còn lại của xóm Đông Bon vào xóm Nà Ngần
- Sáp nhập phần còn lại của xóm Nà Đấu và một phần xóm Thang Cỏng vào xóm Cảm Tẹm
- Sáp nhập cóm Phiêng Cháu và phần còn lại của xóm Thang Cỏng vào xóm Nà Chẵn.

## Hành chính
Xã Hoa Thám được chia thành 6 xóm: Đông Bao, Cảm Tẹm, Khuổi Hoa, Khuổi Phay, Nà Chẵn, Nà Ngần.